# Dmitri Gaag
Dmitri Wladimirowitsch Gaag (russisch Дмитрий Владимирович Гааг; * 20. März 1971 in Qaraghandy) ist ein ehemaliger kasachischer Triathlet. Er ist Triathlon-Weltmeister (1999) und dreifacher Olympiastarter (2000, 2004, 2008).

## Werdegang
Im September 1999 wurde er in Montreal (Kanada) Triathlon-Weltmeister auf der olympischen Distanz (1,5 km Schwimmen, 40 km Radfahren und 10 km Laufen).
Dmitri Gaag nahm dreimal an den Olympischen Spielen teil. Seine beste Platzierung erreichte er bei den Olympischen Spielen 2000, wo er Vierter wurde. Bei den Olympischen Spielen 2004 belegte er den 25. Rang und bei den Olympischen Spielen 2008 in Peking belegte er den 47. Rang.
Seit 2012 tritt er nicht mehr international in Erscheinung.

## Sportliche Erfolge
| Datum/Jahr    | Rang | Wettbewerb                                   | Austragungsort | Zeit        | Bemerkung                                                                                    |
| ------------- | ---- | -------------------------------------------- | -------------- | ----------- | -------------------------------------------------------------------------------------------- |
| 27. Mai 2012  | 40   | ITU Triathlon World Championship Series 2012 | Madrid         | 01:57:25    |                                                                                              |
| 19. Aug. 2008 | 47   | Olympische Sommerspiele 2008                 | Peking         | 01:55:53,38 |                                                                                              |
| Dez. 2006     | 1    | Asienspiele 2006                             | Doha           |             |                                                                                              |
| 26. Aug. 2004 | 25   | Olympische Sommerspiele 2004                 | Athen          | 01:56:28,97 |                                                                                              |
| 9. Mai 2004   | 3    | ITU Triathlon World Championships            | Madeira        | 01:41:17    |                                                                                              |
| 2. Sep. 2001  | 5    | Goodwill Games                               | Brisbane       | 01:49:00,44 | [ 1 ]                                                                                        |
| 2001          | 5    | ETU Triathlon Cup                            | Alanya         | 01:47:58    | Dmitri Gaag trotz Sturz Europäischer Champion                                                |
| 16. Sep. 2000 | 4    | Olympische Sommerspiele 2000                 | Sydney         | 01:49:03,57 |                                                                                              |
| 10. Okt. 1999 | 3    | ITU Triathlon World Cup                      | Cancún         | 01:48:27    |                                                                                              |
| 11. Sep. 1999 | 1    | ITU Triathlon World Championships            | Montreal       | 01:45:25    | Weltmeister auf der olympischen Distanz (1,5 km Schwimmen, 40 km Radfahren und 10 km Laufen) |
| 30. Aug. 1998 | 6    | ITU Triathlon World Championships            | Lausanne       | 01:56:20    | Weltmeisterschaft                                                                            |
| 4. Juli 1993  | 19   | ETU Triathlon European Championships         | Echternach     | 01:58:16    | Europameisterschaft auf der olympischen Distanz                                              |

(DNF – Did Not Finish)